# Tugimaantee 75
De Tugimaantee 75 is een secundaire weg in Estland. De weg loopt van Tumala via Orissaare naar het aansluitpunt Väikese väina bij de dam naar Muhu, waar de weg uitkomt op de hoofdweg Põhimaantee 10. In Tumala begint de weg ook bij een aansluitpunt met de Põhimaantee 10. Hier ligt de Tugimaantee 75 in het verlengde van de tertiaire weg Kõrvalmaantee 21132.